# جيمي كامبل باور
جيمس ميتكالف «جيمي» كامبل باور (بالإنجليزية: Jamie Campbell Bower)‏ (ولد في 22 نوفمبر 1988) ممثل، مغني وعارض أزياء إنجليزي.

## روابط خارجية
- جيمي كامبل باور على موقع IMDb (الإنجليزية)
- جيمي كامبل باور على موقع ميتاكريتيك (الإنجليزية)
- جيمي كامبل باور على موقع روتن توميتوز (الإنجليزية)
- جيمي كامبل باور على موقع ألو سيني (الفرنسية)
- جيمي كامبل باور على موقع ميوزك برينز (الإنجليزية)
- جيمي كامبل باور على موقع أول موفي (الإنجليزية)
- جيمي كامبل باور على موقع قاعدة بيانات الأفلام السويدية (السويدية)
- جيمي كامبل باور على موقع أول ميوزيك (الإنجليزية)
- جيمي كامبل باور على موقع ديسكوغز (الإنجليزية)
- جيمي كامبل باور على موقع قاعدة بيانات الفيلم (الإنجليزية)